# Gérard Vandenbroucke
Pour les articles homonymes, voir Vandenbroek.
Gérard Vandenbroucke, né le 29 janvier 1948 à Limoges en Haute-Vienne et mort le 15 février 2019 dans la même ville, est un homme politique français.
Président de la communauté urbaine Limoges Métropole du 16 avril 2014 à sa mort et premier vice-président du Conseil régional de Nouvelle-Aquitaine du 4 janvier 2016 à sa mort, il est le dernier président du Conseil régional du Limousin, du 14 octobre 2014 à la disparition de l'institution au 31 décembre 2015.

## Biographie
Gérard Vandenbroucke est le fils d'un cheminot et d'une employée de bureau. Il effectue ses études secondaires au lycée Gay-Lussac de Limoges, jusqu'en classes préparatoires. Il devient professeur de lettres modernes, de 1970 à 1986, puis occupe diverses fonctions dans le milieu de la documentation pédagogique, notamment celle de directeur du centre régional de documentation pédagogique. Il entre ensuite en politique dans les années 1980.
Membre du Parti socialiste, appartenant au courant du CERES en 1981, il est conseiller municipal puis, à compter de 1989, maire de la commune de Saint-Just-le-Martel, dans l'agglomération de Limoges. Il y crée en 1982 le Salon international du dessin de presse et d'humour.
Premier vice-président de la communauté d'agglomération Limoges Métropole, présidée par Alain Rodet, et premier vice-président du Conseil régional du Limousin, présidé par Jean-Paul Denanot - lui valant le surnom de « Poulidor de la politique régionale » par la presse locale, il succède à ces deux derniers en 2014, le premier étant battu aux élections municipales de Limoges et le second se retirant après son élection au Parlement européen.
Ne voulant cumuler avec trois mandats il démissionne de son mandat de maire de Saint-Just-le-Martel pour se consacrer au conseil régional. Jean-Paul Denanot a quitté la présidence du conseil régional mais reste conseiller régional pour se consacrer à son mandat de député européen.
Le 4 janvier 2016, il est élu premier vice-président du conseil régional d'Aquitaine-Limousin-Poitou-Charentes, chargé de l'aménagement du territoire, de la politique contractuelle et du déploiement du très haut débit.
Il meurt le 15 février 2019 des suites d'une longue maladie. Il avait fait part publiquement de sa maladie en janvier, et avait annoncé début février souhaiter « temporairement se recentrer » sur son combat contre celle-ci. Une cérémonie d'hommage est organisée à Saint-Just-le-Martel le 21 février, en présence de François Hollande et de nombreux dessinateurs de presse.

## Mandats et fonctions

### Mandats municipaux
- 2014 - 2019 : conseiller municipal de Saint-Just-le-Martel
- 2008 - 2014 : maire de Saint-Just-le-Martel
- 2001 - 2008 : maire de Saint-Just-le-Martel
- 1995 - 2001 : maire de Saint-Just-le-Martel
- 1989 - 1995 : maire de Saint-Just-le-Martel
- 1983 - 1989 : conseiller municipal de Saint-Just-le-Martel
- 1982 - 1983 : conseiller municipal de Saint-Just-le-Martel.

### Mandats communautaires
- 2014 - 2019 : président de Limoges Métropole (communauté urbaine à compter du 1er janvier 2019)
- 2008 - 2014 : 1er vice-président de la communauté d'agglomération Limoges Métropole.

### Mandats régionaux
- 2016 - 2019 : premier vice-président du conseil régional de Nouvelle-Aquitaine - Chargé de l'aménagement du territoire, de la politique contractuelle et du déploiement du très haut débit
- 2014 - 2015 : président du conseil régional du Limousin
- 2010 - 2014 : premier vice-président du conseil régional du Limousin - Chargé du développement économique, de l'emploi et des entreprises, de l’enseignement supérieur et de la recherche, et de l'innovation et des technologies
- 2004 - 2010 : vice-président du conseil régional du Limousin - Chargé des lycées, de l'enseignement supérieur et de la recherche.

### Fonction
- Président de la Délégation pour le Développement de la Technopôle de Limoges et du Limousin.